# Gabinete de Turquía
El Gabinete de Turquía (en turco: Türkiye Kabinesi) o Gabinete presidencial, es el órgano que asesora al Presidente de Turquía en asuntos ejecutivos. Está compuesto por el Presidente, el Vicepresidente y los titulares de los ministerios. De 1923 a 2018, los ministros eran nombrados por el presidente, por consejo del primer ministro. Cada ministro es responsable de la labor relacionada con su ministerio y de las acciones y procedimientos del personal público bajo su mando.
El gabinete está compuesto por el Presidente, el Vicepresidente y 17 ministros. Según la Constitución, no pueden ser parlamentarios. Si un parlamentario es nombrado vicepresidente o ministro, debe renunciar a su cargo.

## Proceso de nominación y nombramiento
Cuando se abolió el Consejo de Ministros en 2018, el presidente, el vicepresidente y los ministros eran denominados «Gabinete Presidencial», pero este no es una institución incluida en la Constitución. Además, no ha sido incluido en ninguno de los decretos presidenciales emitidos.
El presidente de Turquía es elegido por el pueblo cada cinco años. Posteriormente, el presidente nombra y destituye al vicepresidente y a los ministros de conformidad con el artículo 104.º de la Constitución. El vicepresidente y los ministros deben prestar juramento ante el Parlamento.
Después de la transición a un sistema presidencial en 2017, el gabinete ya no necesita la aprobación parlamentaria para su formación.

## Separación de poderes
Los miembros del gabinete y demás miembros del poder ejecutivo no pueden ocupar ningún cargo en el Parlamento. Los ministros del gabinete y otros funcionarios designados por el poder ejecutivo deben renunciar a su escaño en el Parlamento para formar parte del gobierno. Estas restricciones se establecen para aliviar la presión e influencia externa sobre los ministros y permitirles concentrarse en su labor gubernamental.
El Parlamento no tiene ninguna función en la confirmación de los nombramientos presidenciales para el gabinete. Sin embargo, una mayoría parlamentaria puede revocar un decreto presidencial. También puede presentar una moción solicitando que se investigue a los ministros por acusaciones de comisión de delitos relacionados con sus funciones. El Parlamento también puede destituir al presidente (y, por ende, a todo el gabinete) convocando elecciones presidenciales anticipadas. Para ello, se requiere una mayoría de tres quintos en el Parlamento. En este caso, se renovarán tanto las elecciones presidenciales como las parlamentarias.

## Miembros del Gabinete presidencial
El gabinete actual es el 67.° gabinete de Turquía, está dirigido por el presidente Recep Tayyip Erdoğan.
- Presidente
- Vicepresidente
- Ministro de Justicia
- Ministro de Familia y Servicios Sociales
- Ministro de Trabajo y Seguridad Social
- Ministro de Medio Ambiente, Urbanización y Cambio Climático
- Ministro de Relaciones Exteriores
- Ministro de Energía y Recursos Naturales
- Ministro de Juventud y Deportes
- Ministro de Hacienda y Finanzas
- Ministro del Interior
- Ministro de Cultura y Turismo
- Ministro de Educación Nacional
- Ministro de Defensa Nacional
- Ministro de Salud
- Ministro de Industria y Tecnología
- Ministro de Agricultura y Silvicultura
- Ministro de Comercio
- Ministro de Transporte e Infraestructura

## Composición
| Ministerio                                                                                                   | Imagen | Ministro             | Partido | Partido                  | Toma de posesión   |
| --- | ------ | -------------------- | ------- | ------------------------ | ------------------ |
| Presidente de Turquía Cumhurbaşkanı                                                                          |        | Recep Tayyip Erdoğan |         | Justicia y el Desarrollo | 3 de junio de 2023 |
| Vicepresidente de Turquía Cumhurbaşkanı Yardımcısı                                                           |        | Cevdet Yılmaz        |         | Justicia y el Desarrollo | 4 de junio de 2023 |
| Ministro de Justicia Adalet Bakanlığı                                                                        |        | Yılmaz Tunç          |         | Justicia y el Desarrollo | 4 de junio de 2023 |
| Ministro de Familia y Servicios Sociales Aile ve Sosyal Hizmetler Bakanlığı                                  |        | Mahinur Özdemir      |         | Independiente            | 4 de junio de 2023 |
| Ministro de Trabajo y Seguridad Social Çalışma ve Sosyal Güvenlik Bakanlığı                                  |        | Vedat Işıkhan        |         | Justicia y el Desarrollo | 4 de junio de 2023 |
| Ministro de Medio Ambiente, Urbanización y Cambio Climático Çevre, Şehircilik ve İklim Değişikliği Bakanlığı |        | Murat Kurum          |         | Justicia y el Desarrollo | 2 de julio de 2024 |
| Ministro de Relaciones Exteriores Dışişleri Bakanlığı                                                        |        | Hakan Fidan          |         | Justicia y el Desarrollo | 4 de junio de 2023 |
| Ministro de Energía y Recursos Naturales Enerji ve Tabii Kaynaklar Bakanlığı                                 |        | Alparslan Bayraktar  |         | Independiente            | 4 de junio de 2023 |
| Ministro de Juventud y Deportes Gençlik ve Spor Bakanlığı                                                    |        | Osman Aşkın Bak      |         | Justicia y el Desarrollo | 4 de junio de 2023 |
| Ministro de Hacienda y Finanzas Hazine ve Maliye Bakanlığı                                                   |        | Mehmet Şimşek        |         | Justicia y el Desarrollo | 4 de junio de 2023 |
| Ministro del Interior İçişleri Bakanlığı                                                                     |        | Ali Yerlikaya        |         | Independiente            | 4 de junio de 2023 |
| Ministro de Cultura y Turismo Kültür ve Turizm Bakanlığı                                                     |        | Mehmet Ersoy         |         | Independiente            | 4 de junio de 2023 |
| Ministro de Educación Nacional Millî Eğitim Bakanlığı                                                        |        | Yusuf Tekin          |         | Independiente            | 4 de junio de 2023 |
| Ministro de Defensa Nacional Millî Savunma Bakanlığı                                                         |        | Yaşar Güler          |         | Independiente            | 4 de junio de 2023 |
| Ministro de Salud Sağlık Bakanlığı                                                                           |        | Kemal Memişoğlu      |         | Independiente            | 4 de junio de 2023 |
| Ministro de Industria y Tecnología Sanayi ve Teknoloji Bakanlığı                                             |        | Mehmet Fatih Kacır   |         | Independiente            | 2 de julio de 2024 |
| Ministro de Agricultura y Silvicultura Tarım ve Orman Bakanlığı                                              |        | İbrahim Yumaklı      |         | Independiente            | 4 de junio de 2023 |
| Ministro de Comercio Ticaret Bakanlığı                                                                       |        | Ömer Bolat           |         | Justicia y el Desarrollo | 4 de junio de 2023 |
| Ministro de Transporte e Infraestructura Ulaştırma ve Altyapı Bakanlığı                                      |        | Abdulkadir Uraloğlu  |         | Independiente            | 4 de junio de 2023 |